# Optofluidika
Optofluidika je raziskovalno in tehnološko področje, ki združuje prednosti fluidike (zlasti mikrofluidike) in optike. Uporaba tehnologije vključuje zaslone, biosenzorje, laboratorijske naprave na čipu, leče ter orodja za molekularno slikanje in energijo.

## Zgodovina
Zamisel o tekočinsko-optičnih napravah je mogoče zaslediti že v 18. stoletju, ko so bili predlagani (in sčasoma razviti) vrteči se bazeni živega srebra kot teleskopi s tekočimi zrcali. V 20. stoletju so bile razvite nove tehnologije, kot so laserji z barvilom in valovodi s tekočim jedrom, ki so izkoristile nastavljivost in fizikalno prilagodljivost, ki so jo tekočine zagotavljale tem na novo nastajajočim fotonskim sistemom. Področje optofluidike se je uradno začelo oblikovati sredi leta 2000, ko sta dozoreli področji mikrofluidike in nanofotonike ter so raziskovalci začeli iskati sinergije med tema dvema področjema. Med glavnimi področji uporabe tega tehnike so laboratorij na čipu in biofotonični izdelki.

## Podjetja in prenos tehnologije
Optofluidne in sorodne raziskave so privedle do nastanka številnih novih izdelkov in zagonskih podjetij. Podjetje Varioptic je specializirano za razvoj leč, ki temeljijo na električnem omreženju, za številne aplikacije. Podjetje Optofluidics, Inc. je bilo ustanovljeno leta 2011 na Univerzi Cornell, da bi razvilo orodja za lovljenje molekul in diagnosticiranje bolezni na podlagi tehnologije fotonskih resonatorjev. Podjetje Liquilume z Univerze Kalifornije v Santa Cruzu je specializirano za molekularno diagnostiko, ki temelji na puščičnih valovodih.
Leta 2012 je Evropska komisija uvedla nov okvir COST, ki se ukvarja izključno z optofluidno tehnologijo in njeno uporabo.